# Список умерших в 1950 году
В этой статье представлен список известных людей, умерших в 1950 году.
- См. также: Категория:Умершие в 1950 году

## Январь
- 2 января — Эмиль Яннингс (65) — немецкий актёр, продюсер, первый обладатель «Оскара» за лучшую мужскую роль.
- 7 января — Василий Володин — советский спортсмен, игравший в хоккей с мячом, хоккей с шайбой и футбол на позиции нападающего.
- 7 января — Юрий Тарасов (26) — советский спортсмен.
- 8 января — Йозеф Шумпетер (66) — австрийский и американский экономист, социолог и историк экономической мысли.
- 9 января — Павел Данилов (55) — красноармеец Рабоче-крестьянской Красной Армии, участник Великой Отечественной войны, Герой Советского Союза.
- 14 января — Иустин Джанелидзе (66) — выдающийся советский хирург, учёный и общественный деятель, Герой Социалистического Труда.
- 16 января — Александр Зейберлин — участник Великой Отечественной войны, Герой Советского Союза.
- 16 января — Густав Крупп (79) — немецкий промышленник и финансовый магнат, оказавший значительную материальную поддержку нацистскому движению в Германии.
- 16 января — Сергей Мухортов (26) — участник Великой Отечественной войны, Герой Советского Союза.
- 17 января — Дмитрий Святополк-Мирский (75) — русский общественный деятель и политик, член Государственной думы от Бессарабской губернии.
- 19 января — Лаврентий Черниговский — священнослужитель Русской православной церкви, архимандрит.
- 21 января — Иехуда Гур (87) — израильский лингвист, лексикограф, писатель, переводчик, педагог. Один из первых писателей на иврите в Эрец-Исраэль.
- 21 января — Джордж Оруэлл (46) — британский писатель и публицист; туберкулёз.
- 22 января — Коринн Люшер (28) — французская актриса.
- 23 января — Александр Утин (43) — участник Великой Отечественной войны, Герой Советского Союза.
- 28 января — Йосеф Шнеерсон (69) — 6-й любавический Ребе.

## Февраль
- 2 февраля — Кетрин Деверо-Блэйк (92) — американский педагог, суфражистка и писатель.
- 3 февраля — Карл Зейц (80) — федеральный президент Австрии (1919—1920)
- 3 февраля — Арсентий Мален (28) — майор Советской Армии, участник Великой Отечественной войны, Герой Советского Союза.
- 4 февраля — Ян Булгак (73) — польский фотограф и фотохудожник, отец польской фотографии".
- 8 февраля — Александр Чакс (48) — латвийский писатель и поэт.
- 9 февраля — Василий Квачантирадзе (43) — участник Великой Отечественной войны, Герой Советского Союза.
- 10 февраля — Армен Тигранян (70) — армянский композитор.
- 11 февраля — Евгений Зеленский (72) — русский и советский архитектор.
- 12 февраля — Борис Владимирский (71) — советский художник и график.
- 12 февраля — Дирк Костер (60) — нидерландский физик.
- 13 февраля — Николай Краузе (62) — русский хирург, клиницист, педагог, доктор медицинских наук.
- 13 февраля — Рафаэль Сабатини (74) — английский писатель, прославившийся приключенческими историческими романами, в частности, романами о Капитане Бладе.
- 21 февраля — Михаил Скорульский (62) — композитор, педагог, заслуженный деятель искусств Украины (1947).
- 23 февраля — Александр Бугаев (40) — участник Великой Отечественной войны, Герой Советского Союза.
- 28 февраля — Николай Лузин (66) — русский советский математик, академик АН СССР (1929), профессор Московского университета (1917).

## Март
- 2 марта — Альберто Герчунофф (67) — аргентинский писатель.
- 2 марта — София ди Какерано ди Брикеразио (82) — итальянская художница, меценат и филантроп.
- 2 марта — Георгий Старк (71) — российский контр-адмирал.
- 5 марта — Эдгар Ли Мастерс (81) — американский писатель.
- 5 марта — Роман Шухевич (42) — руководитель ОУН(б) на территориях Западной Украины и Восточной Польши с мая 1943; убит.
- 6 марта — Владимир Ветчинкин (61) — советский ученый в области аэродинамики, воздухоплавания и ветровой энергии.
- 6 марта — Альбер Лебрен (78) — французский политик, последний президент Франции периода Третьей республики (1932—1940).
- 11 марта — Эдуард Каллош (84) — венгерский скульптор.
- 12 марта — Генрих Манн (78) — немецкий писатель-прозаик и общественный деятель, старший брат Томаса Манна.
- 14 марта — Порфирий Чанчибадзе (48) — советский военачальник, Герой Советского Союза, генерал-полковник.
- 15 марта — Александр Кобисской (29) — Герой Советского Союза.
- 16 марта — Григорий Максимов (56) — анархист, революционер, эмигрант, последний крупный анархистский теоретик России.
- 17 марта — Гдалия Алон — израильский историк. Исследователь Талмуда и истории эпохи Второго Храма.
- 17 марта — Иван Иващенко (44) — Герой Советского Союза.
- 17 марта — Вольф Корсунский (26) — Герой Советского Союза.
- 19 марта — Эдгар Берроуз (74) — американский писатель, оказавший значительное влияние на развитие жанров научной фантастики и фэнтези.
- 19 марта — Михаил Цхакая (84) — грузинский революционер, советский государственный и партийный деятель, член Исполкома Коминтерна.
- 20 марта — Карин Агеман (50) — шведский дизайнер и художник.
- 22 марта — Ольга Варенцова (87) — советский государственный и партийный деятель, ответственный секретарь Иваново-Вознесенского губернского комитета РКП(б) (1920—1921).
- 23 марта — Александр Карнаухов (43) — советский военнослужащий, один из организаторов восстания в концентрационном лагере «Бухенвальд».
- 28 марта — Антанас Мацияускас (76) — литовский общественный деятель, публицист, переводчик, издатель.
- 30 марта — Леон Блюм (77) — французский политик, первый социалист и первый еврей во главе французского правительства (премьер-министр (1936—1937), (1938); председатель Временного правительства Франции (1946—1947).

## Апрель
- 1 апреля — Пётр Арефьев (36) — майор авиации, Герой Советского Союза.
- 1 апреля — Стефан Кшивошевский (83) — польский писатель, журналист, драматург, классик «мещанской комедии».
- 2 апреля — Готфрид Гальстон (70) — австрийский пианист.
- 2 апреля — Григорий Гуковский (47) — советский литературовед, филолог, критик, крупнейший специалист по русской литературе XVIII века; умер от сердечного приступа в московской тюрьме Лефортово.
- 4 апреля — Сергей Муравейский (55) — гидролог, гидробиолог, основоположник биогидрологии.
- 4 апреля — Андрей Черников — Герой Советского Союза.
- 6 апреля — Пётр Клюев (27) — капитан авиации, Герой Советского Союза; авиакатастрофа.
- 6 апреля — Карл Шрёдер (65) — немецкий коммунистический политик и писатель.
- 7 апреля — Василий Егоров (51) — советский государственный и партийный деятель, 1-й секретарь Чечено-Ингушского областного комитета ВКП(б) (1936—1937).
- 8 или 11 апреля — Вацлав Нижинский (61) — российский танцор и хореограф польского происхождения, родившийся на Украине, один из ведущих участников Русского балета Дягилева.
- 10 апреля — Павел Шубин (36) — русский советский поэт, журналист, переводчик.
- 11 апреля — Николай Адуев (54) — русский советский поэт, драматург, либреттист.
- 13 апреля — Семен Чернецкий (68) — военный дирижёр, композитор, организатор и руководитель первых советских военных оркестров.
- 17 апреля — Александр Ершов (26) — капитан Советской Армии, участник Великой Отечественной войны.
- 18 апреля — Сергей Худяков (48) — маршал авиации; расстрелян.
- 19 апреля — Михаил Богданов (52) — советский военачальник, комбриг РККА.
- 19 апреля — Виктор Наседкин — генерал-лейтенант госбезопасности.
- 19 апреля — Андрей Наумов (58) — советский военачальник, генерал-майор.
- 20 апреля — Георгий Андрейчин — болгарский, американский и советский политический деятель.
- 20 апреля — Михаил Косса (28) — майор авиации, Герой Советского Союза; расстрелян.
- 20 апреля — Джим Макгрегор — южноафриканский боксёр.
- 23 апреля — Ричард Лейк (89) — канадский политик.
- 24 апреля — Невилл Рэмсботтом-Ишервуд (44) — новозеландский летчик-испытатель.
- 25 апреля — Герта Вамбахер (47) — австрийская женщина-физик.
- 25 апреля — Владимир Косьмин (65) — российский военачальник, генерал-лейтенант (1919), участник Русско-японской, Первой мировой и Гражданской войн.
- 30 апреля — Ольга Бьёркегрен (92) — шведская актриса и оперная певица.

## Май
- 1 мая — Мамед Ордубади (78) — азербайджанский советский писатель.
- 3 мая — Семён Абугов (72) — советский живописец, график и педагог.
- 5 мая — Игнатий Петухов (35) — Герой Советского Союза.
- 6 мая — Агнес Смедли (58) — американская журналистка, писательница, борец за права женщин и освобождение Индии.
- 6 мая — Генриетта Сорокина — сестра милосердия, героиня Первой мировой войны.
- 10 мая — Дмитрий Одинец (67) — российский учёный, историк, общественный и политический деятель русского зарубежья.
- 12 мая — Михаил Чепанов — Герой Советского Союза.
- 16 мая — Исаак Звавич (45) — советский историк-англовед, специалист по истории Великобритании.
- 18 мая — Давид Бертье (67) — советский скрипач, дирижёр, педагог.
- 19 мая — Пеппино Гарибальди (70) — итальянский революционер и бригадный генерал, внук Джузеппе Гарибальди.
- 19 мая — Иван Кратт (50) — русский советский писатель.
- 25 мая — Маркус Глазер (70) — католический епископ.
- 29 мая — Тинус ван Бёрден (57) — нидерландский футболист (также был известен как Харри ван Бёрден).
- 30 мая — Даниил Барченков (32) — Герой Советского Союза.
- 30 мая — Александр Бойченко (46) — украинский писатель и общественный деятель.

## Июнь
- 1 июня — Бейлинсон, Яков Львович — генерал-директор морского флота, кавалер двух орденов Ленина.
- 2 июня — Станислас Бизо (70) — французский шашист, чемпион мира по международным шашкам.
- 4 июня — Казис Гринюс (83) — литовский политик.
- 6 июня — Дмитрий Тимофеев (43) — Герой Советского Союза.
- 12 июня — Эллен Хейкорн (81) — шведский композитор и музыкальный педагог.
- 13 июня — Чарльз Харпер (74) — британский политический деятель, губернатор острова Святой Елены (1925—1932).
- 15 июня — Евгений Егоров (59) — советский военачальник, генерал-майор.
- 17 июня — Феликс дель Валье (58) — перуанский писатель и журналист.
- 17 июня — Василий Киселёв (34) — Герой Советского Союза.
- 18 июня — Алексей Кореляков (24) — Герой Советского Союза.
- 24 июня — Иван Шмелёв (76) — русский писатель.
- 26 июня — Чеслав Нанке (66) — польский историк.
- 26 июня — Антонина Нежданова (77) — русская советская оперная певица.
- 29 июня — Мелитта Бенц (77) — изобретатель бумажного фильтра для кофе.

## Июль
- 1 июля — Эмиль Жак-Далькроз (84) — швейцарский композитор и педагог.
- 3 июля — Степан Гаранин (51) — начальник Северо-Восточного исправительно-трудового лагеря.
- 4 июля — Алексей Елизаров (28) — Герой Советского Союза.
- 8 июля — Хелен Холмс (58) — американская актриса театра и кино.
- 11 июля — Александр Казаков (33) — Герой Советского Союза.
- 11 июля — Антон Лёскин — паровозный машинист; первый в Мордовии Герой Социалистического Труда.
- 12 июля — Лев Галлер (67) — советский военно-морской деятель, адмирал.
- 12 июля — Фриц Зурен (42) — нацистский военный преступник, гауптштурмфюрер СС, комендант концентрационного лагеря Равенсбрюк.
- 15 июля — Арнольд Маргулян (71) — советский оперный дирижёр.
- 19 июля — Израиль Данюшевский (59) — советский педагог.
- 19 июля — Анри Миро (70) — канадский композитор, дирижёр и музыкальный педагог.
- 19 июля — Николай Трегубов (30) — Герой Советского Союза.
- 20 июля — Роберт Хиченс (85) — английский писатель и журналист, автор романа «Зелёная гвоздика» (1894), имевшего скандальный успех.
- 22 июля — Уильм Кинг (75) — десятый премьер-министр Канады.
- 26 июля — Ханс Лодейзен (26) — нидерландский поэт; лейкоз.
- 27 июля — Мартиньш Брунениекс (83) — латвийский педагог, филолог и исследователь латышской мифологии.

## Август
- 3 августа — Иван Петренко — один из руководителей системы ГУЛАГ.
- 5 августа — Роза Тамаркина (30) — советская пианистка.
- 8 августа — Карл Байкалов (64) — советский военачальник, участник Гражданской войны и боевых действий в Монголии.
- 8 августа — Николай Мясковский (69) — русский советский композитор, музыкальный критик.
- 8 августа — Филипп Шмитт (47) — нацистский преступник, комендант концлагеря Форт Бреендонк (Бельгия).
- 9 августа — Михаил Викторов (53) — деятель ВЧК — ОГПУ — НКВД, начальник Управления НКВД по Свердловской области, майор государственной безопасности (1938—1939), умер в ИТЛ.
- 11 августа — Вячеслав Цветаев (57) — участник Великой Отечественной войны, Герой Советского Союза.
- 11 августа — Мовша Фейгин (42) — латвийский и аргентинский шахматист.
- 15 августа — Гейдар Гусейнов (42) — азербайджанский советский философ, общественный деятель, доктор философских наук (1944), профессор (1944), академик АН Азербайджанской ССР. Лауреат двух Сталинских премий (1948, 1950).
- 16 августа — Антони Сохор (36) — участник Великой Отечественной войны, Герой Советского Союза.
- 16 августа — Сирил Уайт (59) — австралийский ботаник.
- 23 августа — Иван Наумов — бригврач, участник Гражданской и Великой Отечественной войн.
- 24 августа — Артуро Алессандри (81) — чилийский государственный и политический деятель, один из лидеров либеральной партии, 18-й и 22-й президент Чили.
- 24 августа — Григорий Кулик (59) — участник Великой Отечественной войны, Герой Советского Союза.
- 25 августа — Павел Понеделин (57) — Один из советских генералов, попавших в плен к немцам.
- 26 августа — Павел Артёменко (54) — советский военный деятель.
- 26 августа — Михаил Белешев (49) — советский военачальник, генерал-майор.
- 26 августа — Николай Лазутин — советский военный деятель, комбриг.
- 26 августа — Николай Теляков (48) — участник Великой Отечественной войны, Герой Советского Союза.
- 27 августа — Борис Большаков (39) — советский спортсмен-велосипедист и конькобежец, заслуженный мастер спорта СССР.
- 28 августа — Максим Сиваев (59) — советский военачальник, генерал-майор, участник Первой мировой, Гражданской и Великой Отечественной войн. В 1941 году попал в немецкий плен, после войны расстрелян по приговору суда, посмертно реабилитирован.
- 28 августа — Семён Сидорков (42) — младший сержант Рабоче-крестьянской Красной Армии, участник Великой Отечественной войны, Герой Советского Союза.

## Сентябрь
- 3 сентября — Константино Горини (85) — итальянский микробиолог.
- 4 сентября — Питер Францискус Диркс (79) — бельгийский художник-импрессионист.
- 10 сентября — Николай Чижков (24) — участник Великой Отечественной войны, полный кавалер ордена Славы.
- 11 сентября — Ян Смэтс (80) — южноафриканский государственный и военный деятель.
- 17 сентября — Виктор Веснин (68) — русский и советский архитектор.
- 19 сентября — Фёдор Симаков (34) — участник Великой Отечественной войны, Герой Советского Союза.
- 21 сентября — Татьяна Сухотина-Толстая (85) — дочь Льва Толстого, автор мемуаров.
- 22 сентября — Вера Данчакова (71) — российский и американский анатом, клеточный биолог, эмбриолог, «мать стволовых клеток».
- 22 сентября — Александр Динник (74) — советский учёный-механик.
- 22 сентября — Семен Смирнов (26) — Полный кавалер Ордена Славы.
- 23 сентября — Василий Гирусов (51) — генерал-майор Советской Армии.
- 24 сентября :
  - Виктория Гессен-Дармштадтская (87) — старшая дочь великого герцога Гессенского Людвига IV и британской принцессы Алисы; внучка королевы Виктории.
  - Василий Нефёдов (29) — лейтенант Советской Армии, участник Великой Отечественной войны, Герой Советского Союза.
- 26 сентября — Дмитрий Третьяков (71) — зоолог-морфолог, доктор биологических наук, профессор, академик АН УССР.
- 29 сентября — Александр Таиров (65) — российский и советский актёр и режиссёр, народный артист РСФСР (1935).
- 30 сентября — Ольга Чемерис — агент ОУН(б) и МГБ; расстреляна.

## Октябрь
- Расстрелянные по «Ленинградскому делу»:
  - 1 октября — Николай Вознесенский (46) — советский политический и государственный деятель, академик АН СССР (1943), лауреат Сталинской премии (1947), экономист.
  - 1 октября — Алексей Кузнецов (45) — первый секретарь Ленинградского обкома и горкома партии в 1945—1946 годах.
  - 1 октября — Пётр Лазутин (45) — советский партийный и государственный деятель, председатель Ленгорисполкома в 1946—1949 годах.
  - 1 октября — Михаил Родионов (42) — советский государственный и партийный деятель, председатель Совета министров РСФСР.
- 3 октября — Эльна Борх (80) — датский скульптор.
- 3 октября — Пантелеймон Сазонов (55) — советский режиссёр мультипликационных фильмов.
- 7 октября — Залман Лиф — израильский картограф—фотограф. Один из основоположников израильской картографии и фотограмметрии.
- 9 октября — Николай Гартман (68) — немецкий философ-идеалист, основоположник критической (или новой) онтологии.
- 9 октября — Станислав Шептицкий (83) — генерал-майор австро-венгерской армии и генерал-лейтенант Войска Польского, министр обороны Второй Польской республики.
- 12 октября — Чарльз Гмелин (78) — британский легкоатлет, бронзовый призёр летних Олимпийских игр 1896.
- 12 октября — Иван Павлов (28) — Герой Советского Союза.
- 12 октября — Дмитрий Узнадзе (63) — грузинский психолог и философ, разработавший общепсихологическую теорию установки.
- 14 октября — Василий Алексеев — генерал-майор Советской Армии.
- 14 октября — Виктор Вологдин (67) — советский учёный и инженер, пионер применения электросварки в судостроении.
- 15 октября — Гавриил Зашихин (52) — генерал-полковник артиллерии.
- 18 октября — Николай Храмов (37) — старший лётчик-инструктор, подполковник.
- 20 октября — Ильмари Бонсдорф (71) — российский и финский астроном, геодезист, гравиметрист.
- 23 октября — Эл Джолсон (64) — американский артист, стоявший у истоков популярной музыки США.
- 26 октября — Александр Дорошевич (76) — русский советский актёр театра и кино.
- 27 октября — Александр Вербицкий (46) — советский государственный и военный деятель, заместитель министра морского флота СССР по политической части (1948—1949), генерал-директор морского флота I-го ранга, расстрелян.
- 27 октября — Иван Куракин (76) — ярославский губернский предводитель дворянства.
- 28 октября — Пётр Бондаренко (49) — советский военный и партийный деятель, контр-адмирал.
  - 28 октября — Михаил Басов (48) — заместитель председателя Совета министров РСФСР.
  - 28 октября — Андрей Бурилин (44) — советский государственный и партийный деятель, заместитель председателя Исполнительного комитета Ленинградского областного Совета (1949), расстрелян.
  - 28 октября — Александр Вознесенский (52) — известный советский экономист, деятель науки и культуры, декан экономического факультета ЛГУ, министр просвещения РСФСР (1948—1949), профессор (1939), брат Николая Вознесенского.
  - 28 октября — Мария Вознесенская (48) — секретарь Куйбышевского РК ВКП(б) Ленинграда, сестра Александра и Николая Вознесенских.
  - 28 октября — Иван Крупенников (54) — советский военачальник, генерал-майор.
- 29 октября — Густав V (92) — король Швеции с 8 декабря 1907 года, старший сын Оскара II и Софии Нассауской.
- 30 октября — Борис Верлинский (62) — советский шахматист, первый официальный в мире гроссмейстер.

## Ноябрь
- 1 ноября — Генрих Тессенов (74) — немецкий архитектор.
- 1 ноября — Василий Фролов (26) — Полный кавалер Ордена Славы.
- 2 ноября — Николай Нестеров (67) — подполковник РИА, затем генерал-майор Советской Армии, преподаватель Военной академии имени Фрунзе.
- 2 ноября — Джордж Бернард Шоу (94) — британский (ирландский и английский) писатель, романист, драматург, лауреат Нобелевской премии в области литературы (1925).
- 2 ноября — Курт Герман Людвиг Шмитт (64) — немецкий государственный деятель. Рейхсминистр экономики и финансов в первом кабинете Гитлера.
- 3 ноября — Куниаки Коисо (70) — японский политический деятель. Премьер-министр Японии с 1944 по 1945.
- 4 ноября — Ли Цзинин — гонконгская актриса; самоубийство.
- 9 ноября — Иван Иванов (26) — Полный кавалер Ордена Славы.
- 9 ноября — Владимир Стрелков (28) — Герой Советского Союза.
- 12 ноября — Григорий Лакота — Блаженный римско-католической церкви.
- 13 ноября — Иван Георгиев (48) — советский военный лётчик и военачальник.
- 13 ноября — Антонина Зубкова (30) — советский штурман пикирующего бомбардировщика, гвардии капитан, Герой Советского Союза.
- 13 ноября — Анатолий Ольхон (47) — русский советский поэт, переводчик, детский писатель, литератор.
- 13 ноября — Нестор Соколовский (48) — белорусский советский композитор, хормейстер, фольклорист.
- 18 ноября — Иван Середа (31) — Герой Советского Союза.
- 20 ноября — Всеволод Чаговец — украинский театровед, театральный критик и либреттист.
- 20 ноября — Адольф Шпинлер (72) — швейцарский гимнаст и легкоатлет.
- 22 ноября — Иосиф Колтунов (39) — советский поэт и писатель, участник Великой Отечественной войны.
- 27 ноября — Николай Фонов (39) — Герой Советского Союза.
- 30 ноября — Иван Корнеев (30) — Полный кавалер ордена Славы.

## Декабрь
- 2 декабря — Дину Липатти (33) — выдающийся румынский пианист классического репертуара.
- 3 декабря — Павел Бажов (71) — русский писатель, фольклорист, впервые выполнивший литературную обработку уральских сказов.
- 5 декабря — Андрей Костиков (51) — математик, специалист в области механики.
- 6 декабря — Ганс Эйден (49) — немецкий коммунистический политик, деятель Сопротивления.
- 8 декабря — Шимон Яаков Гликсберг (89) — раввин, историк, проповедник, один из основателей движения «Мизрахи».
- 11 декабря — Мартиньш Приманис (72) — химик и общественный деятель.
- 12 декабря — Алыкул Осмонов (35) — киргизский поэт, драматург, переводчик.
- 13 декабря — Лонгин Цегельский (75) — украинский государственный и политический деятель, дипломат, журналист.
- 14 декабря — Александр Зражевский (64) — советский актёр, народный артист СССР.
- 14 декабря — Игорь Савченко (44) — советский кинорежиссёр, сценарист, педагог.
- 16 декабря — Александр Рыжов (55) — гвардии генерал-лейтенант, Герой Советского Союза.
- 16 декабря — Томас Гриффен (66) — австралийский регбист, чемпион летних Олимпийских игр.
- 24 декабря — Лев Берг (74) — русский и советский зоолог и географ.
- 27 декабря — Макс Бекман (66) — немецкий художник.
- 28 декабря — Сигизмунд Кржижановский (63) — русский советский писатель и драматург, философ, историк и теоретик театра.
- 29 декабря — Рейнхард Зюринг (84) — немецкий метеоролог.
- 30 декабря — Пантелеимон (Рожновский) (87) — епископ Русской Церкви.
- 31 декабря — Александр Неровецкий (66) — советский инженер-строитель.
- 31 декабря — Карл Реннер (80) — Федеральный президент Австрии (1945—1950)